# Usina Hidrelétrica Cachoeira dos Patos
A Usina Hidrelétrica Cachoeira dos Patos é uma usina hidrelétrica em projeto no Rio Tapajós,  no Pará. Terá capacidade instalada de 528 MW, quando concluída, sendo a menor usina do Complexo do Tapajós. Em função de seus elevados impactos ambientais este projeto está atualmente fora do planejamento energético do Governo e não consta no último Plano Decenal de Energia – PDE 2023.
O projeto do lago seria de: 116,5 km². A queda será de 33 metros, gerando 528 MW através de 3 turbinas Kaplan de 179,6 MW cada. Produzirá 2.544 GW/ano.